# Palacio de la Caravana

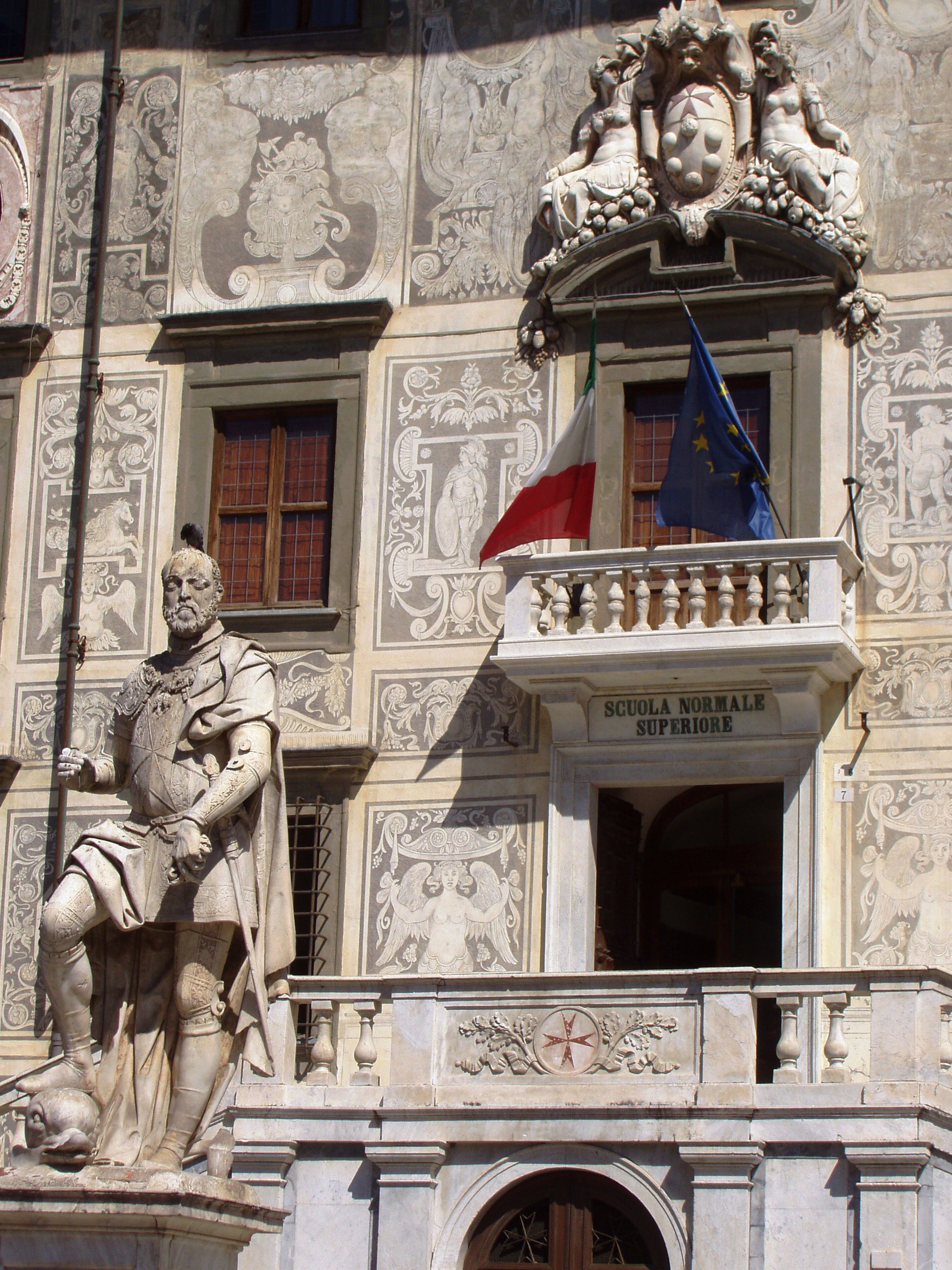
Detalle del palacio de la Caravana, con los escudos de los Médici y de la Orden y la estatua de Cosme I.

El palacio de la Caravana (en italiano: Palazzo della Carovana), también conocido como palacio de los Caballeros (en italiano: Palazzo dei Cavalieri), es uno de los edificios situados en la plaza de los Caballeros de Pisa, Italia. Antiguo cuartel general de la Orden Militar de San Esteban, desde 1846 es la sede de la Escuela Normal Superior.

## Historia y descripción
Fue construido entre 1562 y 1564 por Giorgio Vasari, remodelando profundamente el palacio medieval de los ancianos, donde aún se pueden ver algunos restos del antiguo palacio y de algunas casas torre a los lados del edificio.
Su nombre deriva de los tres años de noviciado de los nuevos adeptos, durante los cuales seguían un curso de adiestramiento al manejo de las armas para formar parte de las "caravanas" (en italiano, carovana) que recorrerían el Mediterráneo y contrarrestarían las incursiones de los corsarios: de aquí procede el término "della Carovana".
Vasari regularizó la heterogénea fachada medieval, fundiendo arquitectura, escultura y pintura. Decoran la fachada pinturas esgrafiadas con figuras alegóricas y signos del zodiaco, dibujados por el mismo Vasari y ejecutados por Tommaso Battista del Verrocchio y Alessandro Forzori (1564-1566), junto con bustos y escudos de mármol. Las pinturas actuales parecen gozar de un óptimo estado de conservación, pero en realidad debieron ser pintadas de nuevo en los siglos XIX y XX, ya que las pinturas en el exterior son extremadamente frágiles y están sujetas a decoloración y desprendimiento por estar expuestas a los agentes atmosféricos.
Entre las esculturas destacan el escudo de los Médici y de la orden de caballeros, flanqueados por alegorías de la Religión y la Justicia de Stoldo Lorenzi (1563); los escudos en las esquinas son de Giovanni Fancelli (1564). En lo alto hay una galería de bustos de los Grandes Duques de la familia Médici, que fueron añadidos en tres tiempos distintos por tres artistas diferentes: Cosme I, Francisco I y Fernando I por Ridolfo Sirigatti en 1590-1596; Cosme II por Pietro Tacca (1633 ca.); y por último, Fernando II y Cosme III por Giovan Battista Foggini (1681 y 1718).
La escalinata de mármol con dos rampas fue reconstruida en 1821 por Giuseppe Marchelli en sustitución de la original, de menores dimensiones.
En 1928-1930 se añadió la parte posterior del edificio según el proyecto de Giovanni Girometti, con ocasión de una reactivación de la Escuela Normal promovida por Giovanni Gentile.
El interior conserva algunas salas decoradas con frescos o estucos en el siglo XIX, donde se encuentran también algunas telas de los artistas del siglo XVI (Carlo Portelli, Francesco del Brina y Giovan Battista Naldini).